# Содник рогатий
Содник рогатий (Suaeda corniculata) — вид квіткових рослин родини щирицевих (Amaranthaceae).

## Біоморфологічна характеристика
Це однорічна рослина 15–75 см заввишки. Квіткові клубочки розміщуються в пазухах багатьох листків. Листочки оцвітини з ріжкоподібними придатками неоднакової величини. Насіння неоднакове: у бічних квіток більші, без малюнка, у середніх — дрібніші, з сітчастим малюнком. 

## Поширення
Росте у Євразії від України до сходу Китаю.
В Україні вид росте на мокрих солончаках — вказується для півдня Степу (Бердянськ)